# Глущенко Антон Ігорович
Антон Ігорович Глущенко (нар. 20 квітня 2004, Харків, Україна) — український футболіст, атакувальний півзахисник донецького «Шахтаря».

## Клубна кар'єра
Народився в Харкові. Вихованець харківських клубів «Металіст» та «Майстер м'яча», у футболці яктх виступав у ДЮФЛУ. У 2017 році перейшов до академії «Шахтаря». У сезоні 2020/21 років дебютував за «гірників» в юнацькому чемпіонаті України. Також виступав за донецький клуб в Юнацькій лізі УЄФА. У вище вказаному турнірі дебютував 15 вересня 2021 року в переможному (5:0) домашньому поєдинку 1-го туру групи D проти тираспольського «Шерифа». Антон вийшов на поле в стартовому складі та відіграв увесь матч, а на 68-й хвилині відзначився першим голом (з пенальті) в Юнацькій лізі УЄФА. Загалом у вище вказаному турнірі зіграв 13 матчів та відзначився 4-ма голами. З березня по червень 2022 року виступав в оренді за юнацьку команду «Депортіво Алавеса». За першу команду «Шахтаря» дебютував 4 червня 2023 року в програному (1:2) виїзному поєдинку 30-го туру Прем'єр-ліги України проти полтавської «Ворскли». Глущенко вийшов на поле на 63-й хвилині замість Олега Очеретька. Сезон 2023//24 років розпочав в юнацькій (U-19) команді «гірників», також 4 рази потрапляв до заявки першої команди на поєдинки Прем'єр-ліги, але в жодному з них на поле не виходив.
13 березня 2024 року відправився в оренду до «Ворскли». У футболці полтавського клубу дебютував 31 березня 2024 року в програному (1:5) домашньому поєдинку 22-го туру Прем'єр-ліги України проти київського «Динамо». Антон вийшов на поле на 68-й хвилині замість Івана Нестеренка. Першим голом у дорослому футболі відзначився 11 травня 2024 року на 55-й хвилині програного (2:3) домашнього поєдинку Прем'єр-ліги України проти «Минаю». До завершення сеону 2023/24 років зіграв 8 матчів (1 гол) у Прем'єр-лізі та 1 поєдинок у кубку України.
По завершенні сезону 2023/24 років повернувся до «Шахтаря». Новий сезон розпочав в юнацькій команді «гірників».

## Кар'єра в збірній
Наприкінці березня 2019 року отримав виклик на тренувальний збір юнацької збірної України (U-15).
На міжнародному рівні дебютував в юнацькій збірній України (U-16) 24 вересня 2019 року в нічийному (1:1) виїзному товариському матчі проти однолітків з Румунії. Антон вийшов на поле на 33-й хвилині замість Назара Русяка. Загалом у футболці команди U-16 провів 2 поєлинки.
У футболці юнацької збірної України (U-19) дебютував 22 березня 2023 року в програному (1:2) поєдинку кваліфікації юнацького чемпіонату Європи (U-19) проти Люксембургу. Глущенко вийшов на поле в стартовому складі, а на 59-й хвилині його замінив Олександр Ющенко. У березні 2023 року провів 3 поєдинки за команду U-19.

## Досягнення
«Шахтар» (Донецьк)
- Кубок України
  -  Володар (1): 2024/25